# Giovan Battista Calvi
Giovan Battista Calvi (Caravaggio, 1525 circa – Perpignano, 1565) è stato un ingegnere militare italiano al servizio della monarchia spagnola durante il XVI secolo.

## Biografia
Nato a Caravaggio intorno al 1525, si formò come architetto ed ingegnere civile a Roma sotto la direzione di Antonio da Sangallo il Giovane, con il quale collaborò alla facciata di Palazzo Farnese e alla costruzione della cittadella di Piacenza. Intervenne successivamente anche nella fortificazione di Siena, dove Diego Hurtado de Mendoza ebbe modo di apprezzare le sue competenze ingegneristiche.
Nel 1552 fu il primo ingegnere a fornire relazioni esaustive sullo stato dei progetti difensivi della Spagna e dei possedimenti spagnoli del Nord Africa e il primo a proporre a Filippo II un piano per fortificare le coste spagnole e la frontiera con il Regno di Francia nel Rossiglione. Lavorò anche nelle isole Baleari, dove progettò le mura di Ibiza e il castello di San Filippo a Mahón, che fu uno dei primi forti spagnoli ad incorporare dei bastioni, e in Catalogna dove costruì i bastioni del Drassanes Reials de Barcelona. Operò anche a Cadice, dove restaurò le mura cittadine, e a Gibilterra, dove fu responsabile della costruzione del Muro di Carlo V del Castello moresco.
Fu molto stimato da Filippo II e le opere da lui progettate furono molto apprezzate dagli ingegneri che gli succedettero tanto che il suo lavoro è stato considerato "la base di tutto ciò che è stato successivamente realizzato nelle fortificazioni dei regni peninsulari".
Malato di malaria per quasi tutta la vita, morì a Perpignano nel 1565.